# Stanisław Gębicki

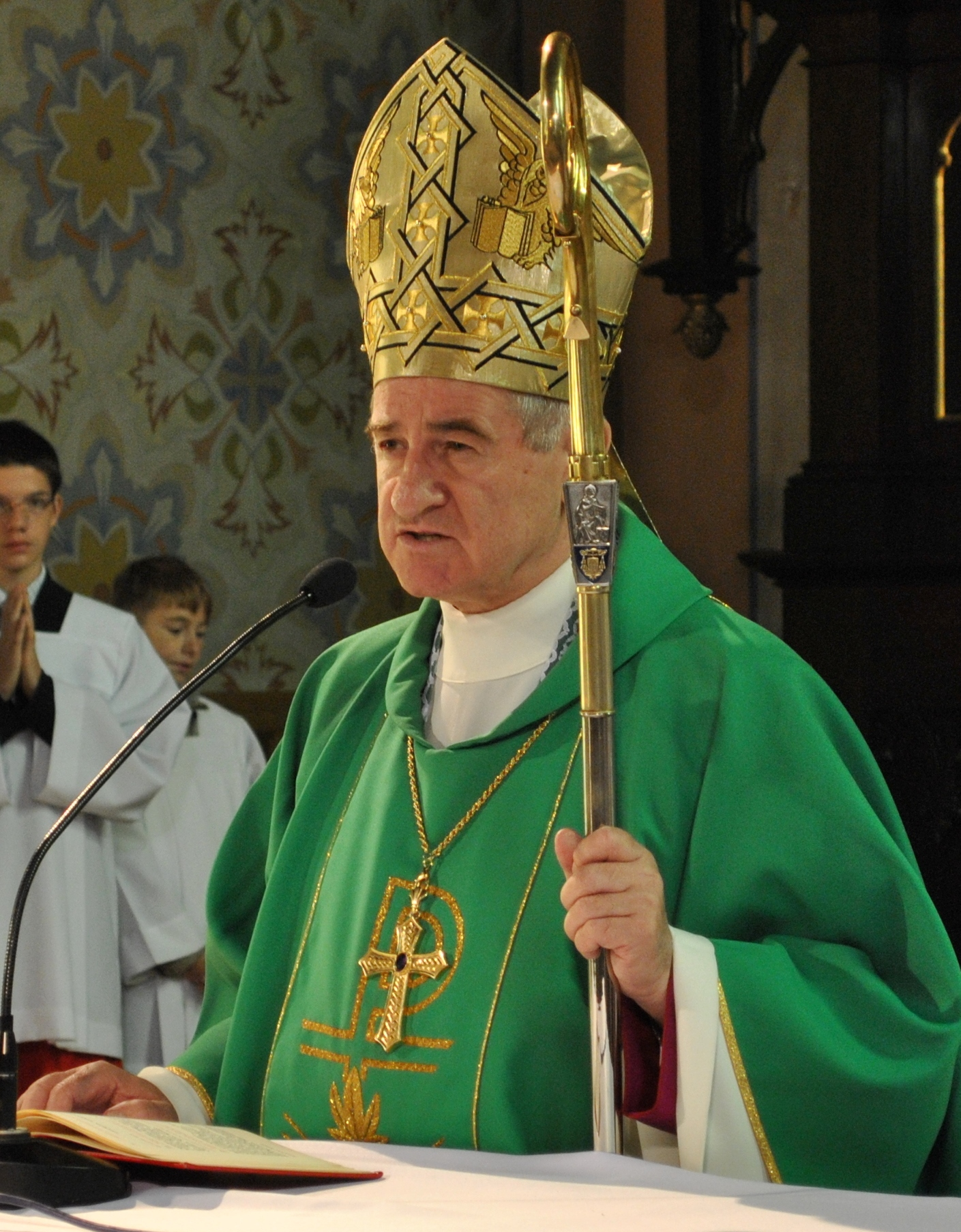
Weihbischof Stanisław Gębicki

Stanisław Gębicki (* 8. Juli 1945 in Witkowo, Woiwodschaft Kujawien-Pommern) ist ein polnischer römisch-katholischer Geistlicher und emeritierter Weihbischof in Włocławek.

## Leben
Der Weihbischof in Włocławek, Jan Zaręba, weihte ihn am 19. Juni 1969 in der Kathedrale von Włocławek zum Priester. Ab 1970 absolvierte er ein Aufbaustudium an der Päpstlichen Universität Gregoriana in Rom, das er 1979 nach Verteidigung seiner Dissertationsschrift zum Thema Katechese und Theologie des Glaubens in der neuen römischen Liturgie der Erwachsenentaufe mit der Promotion zum Dr. theol. abschloss.
Papst Johannes Paul II. ernannte ihn am 11. Dezember 1999 zum Titularbischof von Thiges und Weihbischof in Włocławek. Die Bischofsweihe spendete ihm der Bischof von Włocławek, Bronisław Dembowski, am 6. Januar 2000; Mitkonsekratoren waren Henryk Muszyński, Erzbischof von Gnesen, und Roman Andrzejewski, Weihbischof in Włocławek. Als Wahlspruch wählte er Servire ecclesiae.
Am 8. Juli 2020 nahm Papst Franziskus das von Stanisław Gębicki aus Altersgründen vorgebrachte Rücktrittsgesuch an.